# Edgar Ehses
Edgar Ehses (* 23. Mai 1894 in Trier; † 13. Januar 1964 in Wiesbaden) war ein deutscher Maler.

## Biografie
Ehses stammte aus einem großbürgerlichen Haus von Weingutbesitzern und Lederfabrikanten. Er besuchte das Gymnasien in Trier und Grand-Halleux in Belgien. In jungen Jahren reiste er nach Italien und Belgien und hatte einen langen Aufenthalt in London. Diese Reisen prägten ihn nachhaltig. Als Freiwilliger ging er in den Ersten Weltkrieg, den er als Frontsoldat unversehrt überstand. Ab 1919 besuchte er die Malklasse der Kunstgewerbeschule seiner Heimatstadt. Sein Lehrer Professor August Trümper war stark von Paul Cézanne beeinflusst. Ihm blieb Ehses bis zu dessen Tod in Freundschaft verbunden. Nach einem weiteren Studium an der Düsseldorfer Akademie von 1921 bis 1923 bei Willy Spatz und Franz Kiederich übersiedelte Ehses nach Berlin, dem Zentrum der modernen Kunst in Deutschland. Hier fand Ende 1923 seine erste Ausstellung statt. Ehses schloss Freundschaften mit Eduard Bargheer, Werner Gilles und Fritz Mühsam. Mit seiner Ehefrau, der Modeschöpferin Martha Stang, lebte er von 1928 bis 1929 sowie von 1931 bis 1933 in Paris. Diese Jahre erweiterten und vervollkommneten sein künstlerisches Spektrum. Die Freundschaft zu Georges Braque und die Eindrücke von Gris und Modigliani führten zu einem eigenständigen künstlerischen Ausdruck. Der Nationalsozialismus unterbrach sein Schaffen. Edgar Ehses sicherte sein Einkommen mit Modeentwürfen. Die letzten Kriegsjahre verbrachte er als Zöllner an der holländischen Grenze. Aus dem ausgebombten Berlin kehrte er nach Trier zurück. Der Krieg vernichtete sein Frühwerk fast vollständig.
Seine erste Ausstellung nach dem Krieg fand 1945 in Baden-Baden statt und wurde durch den Kulturrat gefördert. 1946/1947 folgten Ausstellungen in der Galerie Rosen und der Galerie Schüler in Berlin. Edgar Ehses stellte fortan in den Berliner Galerien aus. Es folgten zahlreiche Ausstellungen in Hamburg, im Kölnischen Kunstverein, Düsseldorf, München, Stuttgart und Wiesbaden. Edgar Ehses stellte sich zur Diskussion an die Seite prominenter Mitstreiter, wie Alexander Camaro, Bernhard Heiliger und Werner Heldt. 1948 nahm ihn die Neue Berliner Gruppe auf, zu der als Vorsitzende Karl Hartung, Karl Hofer, Max Pechstein gehörten. Edgar Ehses engagierte sich in seiner Epoche in weiteren, wichtigen künstlerischen Bewegungen. Er wurde Mitglied der Pfälzischen Sezession wie auch der Neuen Darmstädter Sezession. Zahlreiche bedeutende Künstler wie Karl Schmidt-Rottluff, Otto Ritschl und Erich Heckel begleiteten seinen Weg. Nähere Beziehungen entwickelten sich zu Alo Altripp und Kaatz.
Besonders prägten Ehses seine tiefe Verbundenheit und sein Austausch mit Karl Hofer. 1963 fand eine große Präsentation seiner Werke in Trier statt. Nach seinem Tod widmeten sich Ausstellungen im Wiesbadener Kunstverein und im Heidelberger Kunstkabinett seinem Schaffen. Ehses durchlief den Naturalismus, der in den frühen Bildern seine Nähe zu Frankreich zeigte, hin zu einem abstrakten Klassizismus. In den letzten Kriegsjahren und nach dem Krieg entstanden figürliche Abstraktionen. Sie demonstrieren die Besinnung auf das römische Erbe, Menschen im Augenblick des Erstarrens, Landschaften, aufgebaut aus massiven Quadern, eingefangen mit der für Ehses typischen Umrisslinie. Sie zeugen von einem humanistischen Blick des Künstlers, ein Ausdruck, der eine für die Nachkriegszeit überraschend selbstbewusste und positiv durchdrungene Kraft vermittelt. Mitte der fünfziger Jahre wendete sich der Maler einer deutlich abstrakteren Interpretation zu. Seine Reisen nach Ibiza in den Jahren 1957 und 1959 veränderten den künstlerischen Ausdruck. Er entwickelte sich von der figürlichen Darstellung weiter hin zu einer neuen Formenwelt. Edgar Ehses formulierte das selbst so: „Was ich empfand, war figürlich nicht mehr auszudrücken“. Ehses entwickelte eine Zeichensprache, in der der Raum verschwindet. Damit ist auch die Brücke zur nächsten Phase seines Œuvres geschlagen: Gegen 1960 erreichte er seinen virtuosen Spätstil, in den er seine künstlerische Erfahrung einbrachte und in eine reduzierte Abstraktion hinein entfaltete. Tuschaquarelle, chinesische Tusche vom hellsten Grau bis tiefsten Schwarz, keinen organischen Pinselduktus aufweisend, werden knapp koloriert. Der Vortrag wurde immer leichter. Ehses setzt auf kleinsten Formaten Spannungen und unerschöpflichen Formenreichtum sicher und ausdrucksstark um. Signatur und Datum werden dabei als wesentliche Attribute in die Komposition mit einbezogen. Gerade in seinen abstrakten Werken wird das musikalische Element des Künstlers sichtbar. Der Künstler nannte seine Arbeit selbst: „Kleine Kammermusik“. Edgar Ehses ist im Vergleich mit Bissier, Baumeister oder Miró zu setzen. Ehses Arbeiten behalten bis in die Schlussphase seines Werkes ihren hohen und konsequenten künstlerischen Ausdruck.